# Michał Rzepiela
Michał Rzepiela (ur. 1965) – polski filolog językoznawca, mediewista, od 2016 zastępca dyrektora Instytutu Języka Polskiego Polskiej Akademii Nauk w Krakowie ds. naukowych, kierownik Pracowni Łaciny Średniowiecznej. i zarazem redaktor Słownika łaciny średniowiecznej w Polsce (Lexicon mediae et infimae Latinitatis Polonorum) od 2005. W 1989 ukończył filologię klasyczną na Uniwersytecie Jagiellońskim. Doktoryzował się w Instytucie Języka Polskiego PAN w 2000 na podstawie rozprawy Derywacja sufiksalna w łacinie średniowiecznej – rzeczownik. Stopień doktora habilitowanego, nadany przez Radę Naukową IJP PAN za monografię Jan z Dąbrówki, komentarz do „Kroniki polskiej” mistrza Wincentego, zwanego Kadłubkiem, posiada od 2012. Od tego czasu zajmuje w IJP stanowisko profesora nadzwyczajnego. W 2008 brał udział w III Kongresie Mediewistów Polskich. Opublikował między innymi studia „Słownik łaciny średniowiecznej w Polsce” – problemy metodologiczne w pracy nad słownikiem historycznym (2010), La phraséologie juridique dans les textes médiévaux (2011), La langue des dépositions dans les comptes rendus judiciaires médiévaux. Étude d'après les sources polonaises (2013) i Rola frazeologii w narracji Kroniki Jana Długosza (2016). Jest też tłumaczem. Przełożył między innymi traktat Dziesięć kwestii o stanie lekarskim (Decem quaestiones de medicorum statu) i Epitafium Henryka głogowskiego.